# Tyrone Guthrie
Sir Tyrone Guthrie (Royal Tunbridge Wells, 2 luglio 1900 – Newbliss, 15 maggio 1971) è stato un regista, direttore artistico, saggista e attore inglese.

## Biografia
Nacque in una famiglia di origini scozzesi e con radicate tradizioni artistiche, difatti tra i suoi parenti annoverò, tra gli altri, Tyrone Power.
Il suo percorso di formazione scolastica culminò con la frequentazione dell'Università di Oxford nella facoltà di Storia.
Dopo aver terminato gli studi ed ottenuto la laurea, nel 1923 debuttò come attore e assistente alla direzione della Repertory Company dell'Università di Oxford, e l'anno seguente si dedicò alla produzione di radiodrammi per conto della BBC.
Subito dopo intraprese la professione di regista e di direttore teatrale, debuttando con la direzione dell'Anatomista di James Bridie e distinguendosi soprattutto con una edizione dei Sei personaggi in cerca d'autore di Pirandello.
In un periodo che va dal 1933 al 1945 lavorò prevalentemente all'Old Vic, curando alcuni significativi spettacoli shakesperiani, come una Dodicesima notte con Laurence Olivier ed Alec Guinness (1936) e un Amleto caratterizzato dall'uso di costumi moderni.
Nel 1940 Guthrie incominciò a dirigere opere liriche, acclamate dalla critica, tra le quali una pregevole Carmen al Metropolitan di New York e un Barbiere di Siviglia al Sadler Wells.
Nel secondo dopoguerra fu attivo a Stratford-upon-Avon, a Stratford di Ontario (Canada), e nuovamente all'Old Vic riscuotendo consensi e successi con varie edizioni dell'Enrico VIII (1949) e con un Troilo e Cressida (1956) in abiti moderni.
Nel 1948 ritornò in Scozia, dove assieme a James Bridie allestì significativi riadattamenti di commedie medievali per il Festival internazionale di Edimburgo.
In questi anni, a Montréal, Guthrie produsse la Romance of Canada, una serie di opere radiofoniche che rievocarono eventi e momenti epici della storia canadese. La serie andò in onda sull'emittente Canadian National Railway radio network.
Nel 1963 si trasferì negli Stati Uniti d'America dove fondò a Minneapolis un teatro impegnato nel recupero e nel riadattamento di opere classiche.
Ideò il Festival teatrale di Stratford (Canada), che diresse per tre anni e tramite il quale influenzò l'evoluzione del teatro canadese.
Alcuni critici teatrali, quali James Forsyth, e registi come Peter Hall, lo definirono «...uno dei più importanti direttori di teatro del suo tempo, che ha mostrato come si guida una compagnia e si amministra un teatro».

Guthrie scrisse importanti libri riguardanti il teatro: Theatre Prospect (1932), A Life in the Theatre (1959), A New theatre (1964), In Various Directions (1966), Tyrone Guthrie on Acting (1971). Assieme a Robertson Davies e Grant MacDonald scrisse Renown at Stratford (1953) e Twice Have the Trumpets Sounded (1954).
È stato onorato con il titolo di dottorato da dieci università e di cavaliere dalla regina Elizabetta II nel 1961.